# Síntesis digital directa

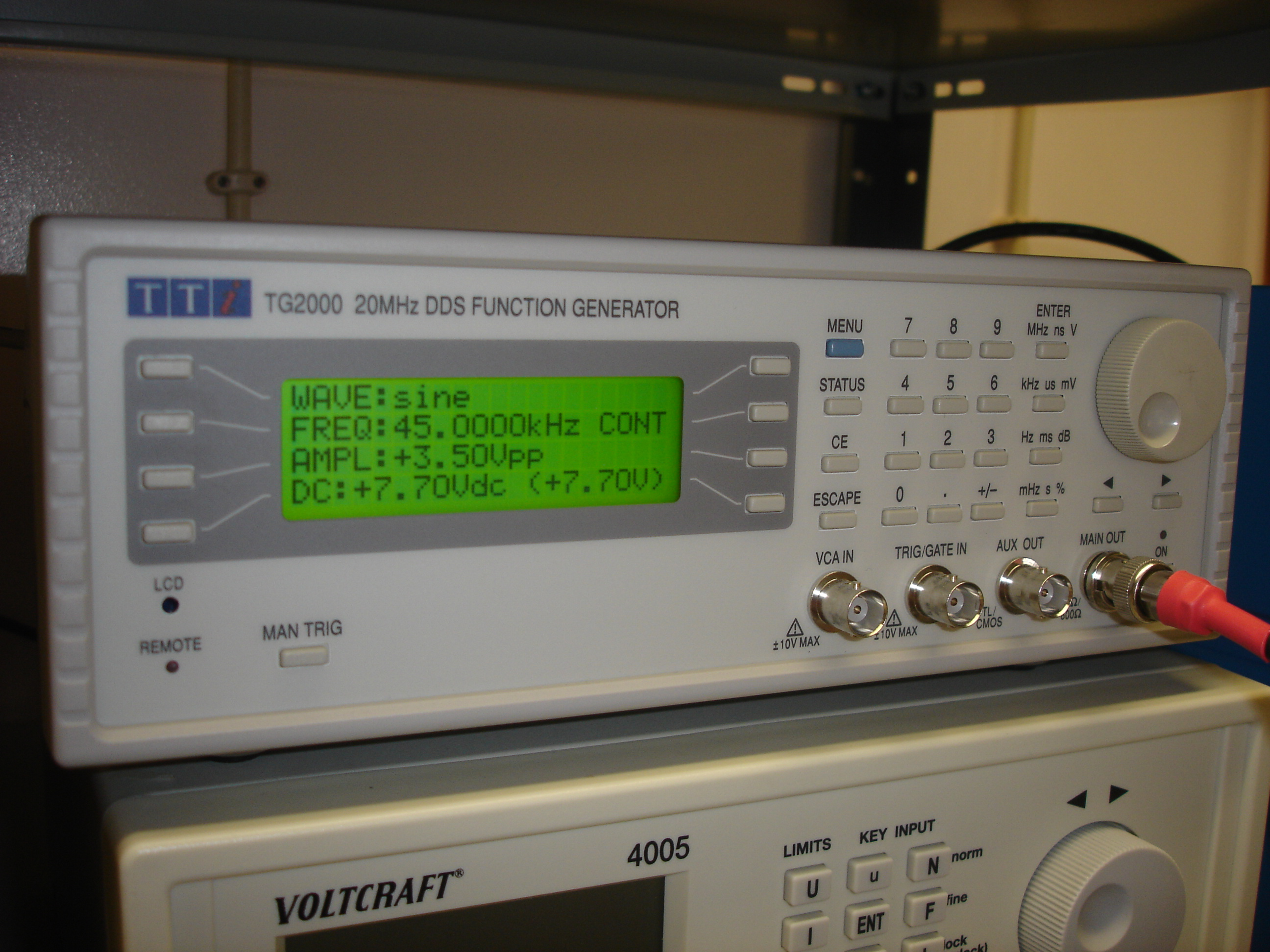
Un generador de funciones DDS, modelo TG2000 de la empresa Aim and Thurlby Thandar Instruments.

La Síntesis digital directa (DDS) es un método empleado por sintetizadores de frecuencia utilizado para crear formas de onda arbitrarias a partir de un único reloj de referencia de frecuencia fija. DDS se utiliza en aplicaciones tales como generación de señal, osciladores locales en sistemas de comunicación, generadores de funciones, mezcladores, moduladores, sintetizadores de sonido y como parte de una lazo de seguimiento de fase (PLL) digital.

## Visión general

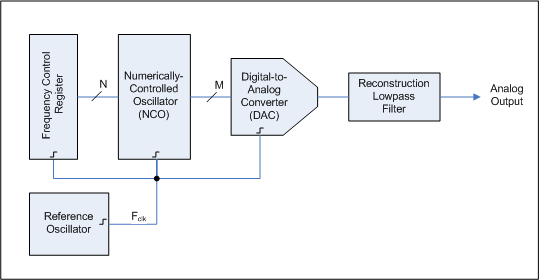
Figura 1. Diagrama de bloques de un sintetizador digital directo

Un sintetizador digital directo consiste en una referencia de frecuencia (a menudo un oscilador de cristal o un oscilador de onda acústica superficial), un oscilador controlado numéricamente (NCO) y un convertidor digital a analógico (DAC) como se muestra en la Figura 1.
El oscilador de referencia proporciona una base de tiempo estable para el sistema y determina la precisión de frecuencia del DDS. Proporciona el reloj al NCO que produce en su salida una versión cuantificada de tiempo discreto de la forma de onda de salida deseada (a menudo una sinusoide) cuyo período es controlado por la palabra digital contenida en el Registro de Control de Frecuencia. El DAC convierte la forma de onda digital muestreada en una forma de onda analógica. El filtro de reconstrucción de salida rechaza las réplicas espectrales producidas por la retención de orden cero inherente al proceso de conversión analógica.

## Rendimiento
Un DDS tiene muchas ventajas sobre su contraparte analógica, el lazo de seguimiento de fase (PLL), que incluye una agilidad de frecuencia mucho mejor, ruido de fase mejorado y un control preciso de la fase de salida a través de las transiciones de conmutación de frecuencia. Las desventajas incluyen respuestas espurias principalmente debido a los efectos de truncamiento en el NCO, espurios cruzados resultantes de imágenes Nyquist de alto orden (> 1) y un piso de ruido más alto en grandes desplazamientos de frecuencia debido principalmente al convertidor digital a analógico.
Debido a que un DDS es un sistema muestreado, además de la forma de onda deseada a la frecuencia de salida Fout, también se generan imágenes de Nyquist (la imagen principal está en Fclk-Fout, donde Fclk es la frecuencia de reloj de referencia). Para rechazar estas imágenes no deseadas, generalmente se utiliza un DDS junto con un filtro de paso bajo de reconstrucción analógica como se muestra en la Figura 1.

### Agilidad de frecuencia
La frecuencia de salida de un DDS está determinada por el valor almacenado en el registro de control de la frecuencia (FCR) (ver la Figura 1), que a su vez controla el tamaño del paso del acumulador de fase del NCO. Debido a que el NCO opera en el dominio de tiempo discreto, cambia su frecuencia instantáneamente en el borde de la señal del reloj coincidente con un cambio en el valor almacenado en el FCR. El tiempo de establecimiento de la frecuencia de salida del DDS está determinado principalmente por la respuesta de fase del filtro de reconstrucción. Un filtro de reconstrucción ideal con una respuesta de fase lineal (lo que significa que la salida es simplemente una versión retardada de la señal de entrada) permitiría una respuesta de frecuencia instantánea en su salida porque un sistema lineal no puede crear frecuencias no presentes en su entrada.

### Ruido de fase yfluctuación de retardo
El rendimiento superior de ruido de fase de cierre de un DDS se debe al hecho de que es un sistema de alimentación hacia adelante. En un lazo de seguimiento de fase tradicional (PLL), el divisor de frecuencia en la ruta de retroalimentación actúa para multiplicar el ruido de fase del oscilador de referencia y, dentro del ancho de banda del bucle PLL, imprime este exceso de ruido en la salida del VCO. Un DDS por otro lado, reduce el ruido de fase del  reloj de referencia en una proporción de {\displaystyle f_{clk}/f_{o}} debido a que su salida es derivada de la divisíón fraccional de la señal de reloj. La fluctuación de retardo del reloj de referencia se traslada directamente a la salida, pero esta fluctuación es un porcentaje más pequeño del periodo de la señal de salida (por la proporción ya mencionada). Ya que la frecuencia máxima de salida está limitada a {\displaystyle f_{clk}/2}, el ruido de fase de salida en los desplazamientos de cierre siempre es al menos 6 dB por debajo del ruido de fase del reloj de referencia
En desplazamientos muy alejadas de la portadora, el piso de ruido de fase de un DDS está determinado por la suma de potencia del piso de ruido de cuantificación DAC y el piso de ruido de fase del reloj de referencia.